# 동창생 (1972년 영화)
"동창생"은 1972년 공개된 대한민국의 영화이다.

## 등장 인물

### 주요 인물
- 신성일
- 김지미
- 최무룡
- 남궁원

### 주변 인물
- 황정순
- 황해
- 안인숙
- 이대엽
- 문오장
- 허장강
- 장욱제
- 트위스트 김